# Wilson Palacios
Wilson Roberto Palacios Suazo (* 29. Juli 1984 in La Ceiba) ist ein ehemaliger honduranischer Fußballspieler. Der ehemalige Nationalspieler spielte in England und den Vereinigten Staaten. Seine Brüder Milton, Jerry und Johnny kamen ebenfalls für die honduranische Nationalmannschaft zum Einsatz.

## Vereinskarriere
Wilson Palacios spielte in der Jugend von Club Deportivo Victoria und wurde 2002 an Club Deportivo Olimpia transferiert. Bei Olimpia gewann er mehrere Ligatitel, bevor er im Sommer 2007 nach England flog, um ein Probetraining beim FC Arsenal zu absolvieren. Auf Empfehlung von Arsène Wenger kam er schließlich bei Birmingham City unter und wurde bis Januar 2008 von Olimpia ausgeliehen.
Am 22. September 2007 gab Palacios beim 0:0 gegen den FC Liverpool sein Premier-League-Debüt und im Oktober ließ Trainer Steve Bruce verlauten, den Mittelamerikaner dauerhaft verpflichten zu wollen. Während Wilson Palacios nach der Entführung seines jüngsten Bruders (siehe unten) für einige Zeit nach Honduras zurückkehrte, wechselte Steve Bruce zu Wigan und wurde durch Alex McLeish ersetzt. Dieser hatte den Honduraner zu selten spielen gesehen, um einem Transfer zustimmen zu können und lehnte daher eine dauerhafte Verpflichtung ab.
Am 11. Januar wurde Palacios von Steve Bruce für etwa eine Million Pfund zum Erstligisten Wigan Athletic geholt. Dort blieb er für etwa ein Jahr, ehe er am 21. Januar 2009 für 12 Millionen Pfund innerhalb der Premier League zu den Tottenham Hotspur wechselte. Am 31. August 2011 wurde bekannt, dass Palacios zum Ligakonkurrenten Stoke City wechselt.

## Nationalmannschaft
Palacios gehört seit einiger Zeit zum Stammpersonal der honduranischen Nationalmannschaft. Er stand mit Honduras im Finale des UNCAF Nations Cup 2005, das nach Elfmeterschießen gegen Costa Rica verloren wurde und gehörte auch während des CONCACAF Gold Cup 2005 zum Stammpersonal. Dort scheiterte die Mannschaft, am Topfavoriten und späteren Turniersieger USA mit 1:2, nachdem im Viertelfinale Costa Rica mit 3:2 bezwungen werden konnte. Auch zwei Jahre später nahm er mit Honduras am CONCACAF Gold Cup teil, scheiterte aber im Viertelfinale an Guadeloupe, der Überraschungsmannschaft des Turniers, mit 1:2.
Am 8. Mai 2014 wurde er vom Trainer Luis Fernando Suárez in den Kader der Honduranischen Fußballnationalmannschaft für die Weltmeisterschaft 2014 berufen.

## Ermordung des Bruders
Am 30. Oktober 2007 drangen fünf bewaffnete Männer in das Haus von Palacios’ Eltern in La Ceiba ein. Während sie diese gefesselt zurückließen, entführten sie den ebenfalls anwesenden jüngsten Sohn der Familie, den damals 14-jährigen Edwin Rene Palacios. Im November 2007 zahlte die Familie zunächst 125.000 £, was jedoch nicht zur erhofften Freilassung von Edwin führte.
Nachdem der Wechsel von Wilson Palacios zu Tottenham bekannt geworden war, wandte sich seine Mutter über das Fernsehen an die Entführer und bat um ein Lebenszeichen. Da vor dem Hintergrund des Vertragsabschlusses zu befürchten war, dass neue Geldforderungen gestellt würden, gab sie an, dass Wilson von der Ablösesumme nichts bekommen und er lediglich sein Gehalt erhalten würde. Die Höhe dieses Gehalts blieb dabei unerwähnt.
Im weiteren Verlauf wurden nach Polizeiangaben weitere 500.000 US$ gezahlt. Doch auch dieses Mal kam es nicht zur Freilassung. Stattdessen wurde im Mai 2009 die Leiche von Edwin gefunden.